# 洪大纯
洪大纯（?—?），《元史》作洪大宣，高丽王朝人物，本唐城人，其先改居麟州。洪福源之父。
洪大纯以麟州都領镇守麟州。1218年，在成吉思汗铁木真派哈眞札剌率兵入高丽追讨契丹时，洪大纯于江東城降附蒙古军。后与哈赤吉共击契丹，使其元帅赵冲归降。1222年在派遣着古兴等十二人侦察纳款虚实后，返回时，被高丽所擒。因为洪福源为蒙古将领，高丽不敢加害，以洪大純爲大將軍。1250年，元朝徵洪大純入朝。